# Wonderful noches
Wonderful noches es el primer EP de estudio del grupo musical argentino Tan Biónica. Fue grabado en el estudio Unelelu de la Ciudad de Buenos Aires y lanzado en el año 2003. 
Gracias a esta reproducción extendida, el grupo musical comenzó a recorrer algunos escenarios porteños y llamó la atención de distintos medios especializados. Las radios comenzaron a difundir el primer corte de difusión «Veneno», lo que posibilitó su participación en el Quilmes Rock del 2004 y un cierre de año como broche de oro en un colmado Teatro Regina.
En el año 2009 se reeditó Canciones del huracán, lo mismo pasó con Wonderful noches lo que llevó a que ambos álbumes se relanzaran en uno solo.

## Descripción
Las letras en las canciones del álbum giran en torno a la vida nocturna, el desamor y la adicción a los narcóticos, algo evidente en frases como «la habitación temblaba y yo también» o «mi amor está durmiendo, yo dormiré algún día». En lo musical las canciones cuentan con un estilo principalmente electrónico y bailable, pero con ocasionales apariciones de guitarra, bajo y batería que le dan una ligera estética de rock al álbum.

## Lista de canciones
Todas las letras escritas por Chano, toda la música compuesta por Chano, Bambi y Diega. 
| Wonderful noches |                    |          |  |
| N.º              | Título             | Duración |  |
| 1.               | «Wonderful noches» | 2:47     |  |
| 2.               | «Veneno»           | 5:04     |  |
| 3.               | «Razón perdida»    | 3:09     |  |
| 4.               | «Teléfonos»        | 3:32     |  |
| 5.               | «Frágil»           | 3:28     |  |
| 18:00            |                    |          |  |

## Videos musicales
- «Veneno» (Primera versión)
- «Veneno»
- «Wonderful noches»